# Frotey-lès-Vesoul
Frotey-lès-Vesoul är en kommun i departementet Haute-Saône i regionen Bourgogne-Franche-Comté i östra Frankrike. Kommunen ligger i kantonen Vesoul-Est som tillhör arrondissementet Vesoul. År 2022 hade Frotey-lès-Vesoul 1 367 invånare.

## Befolkningsutveckling
Antalet invånare i kommunen Frotey-lès-Vesoul
| Referens: INSEE |